# Team Budget Forklifts/Saison 2009
Dieser Artikel listet Erfolge und Mannschaft des Radsportteams Budget Forklifts in der Saison 2009 auf.

## Saison 2009

### Erfolge in der Continental Tour
| Datum      | Rennen                       | Fahrer                |
| ---------- | ---------------------------- | --------------------- |
| 21. Januar | 1. Etappe Tour of Wellington | Mannschaftszeitfahren |
| 30. April  | 1. Etappe Tour de Singkarak  | Mannschaftszeitfahren |

### Zugänge – Abgänge
| Zugänge                        | Team 2008       | Abgänge                        | Team 2009   |
| ------------------------------ | --------------- | ------------------------------ | ----------- |
| Cody Stevenson                 | Jittery Joe’s   | Peter Milostic                 | Unbekannt   |
| Cameron Jennings               | Pezula Racing   | Damien Turner (bis 31. August) | Rush Racing |
| Craig McCartney                | Savings & Loans | Jay Bourke (bis 31. August)    | Unbekannt   |
| Grant Irwyn (ab 1. September)  | Drapac Porsche  | Abram Manion (bis 31. August)  | Unbekannt   |
| Richard Lang (ab 1. September) | Neoprofi        |                                |             |

### Mannschaft
| Name             | Geburtstag        | Nationalität | Team 2010        |
| ---------------- | ----------------- | ------------ | ---------------- |
| Jack Anderson    | 2. Juni 1987      | Australien   | Team Sprocket    |
| Jay Bourke       | 28. August 1980   | Australien   |                  |
| Michael England  | 27. Mai 1983      | Australien   |                  |
| Cameron Hughes   | 22. Juli 1972     | Australien   |                  |
| Grant Irwyn      | 22. August 1984   | Australien   |                  |
| Cameron Jennings | 27. April 1979    | Australien   |                  |
| Peter Ladd       | 15. Mai 1985      | Australien   |                  |
| Richard Lang     | 23. Februar 1989  | Australien   | Team Jayco-Skins |
| Craig McCartney  | 30. Oktober 1975  | Australien   |                  |
| Darcy Roselund   | 25. November 1988 | Australien   |                  |
| Malcolm Rudolph  | 4. Januar 1989    | Australien   | Team Jayco-Skins |
| Cody Stevenson   | 8. Juni 1980      | Australien   |                  |
| Blair Windsor    | 29. Mai 1989      | Australien   |                  |